# Uranotaenia patriciae
Uranotaenia patriciae är en tvåvingeart som beskrevs av EL Peyton 1977. Uranotaenia patriciae ingår i släktet Uranotaenia och familjen stickmyggor. Inga underarter finns listade i Catalogue of Life.